# أندرو فيكرز
اندرو جوليان فيكرز (وُلد في 11 فبراير، عام 1967) هو اخصائي في الإحصاءات الأحيائية وباحث منهجي في مركز سلون كترنگ التذكاري للسرطان، منذ عام 2013 وكان أيضا بروفيسور في كلية طب ويل كورنيل في جامعة كورنيل. وهو المحرر الإحصائي في المجلة الخاضعة لمراجعة الأقران، يوروبيان يورولوجي.

## التعليم والعمل
حصل فيكرز على شهادة البكالوريوس في جامعة كامبريدج في عام 1989 وحصل على شهادة الدكتوراى الخاصة به في جامعة أوكسفورد عام 1999 وانضم إلى مركز سلون كترنگ التذكاري للسرطان في عام 1999 كمساعد في البحث المنهجي. قبل تعيينه كمعاون في علم البحث المنهجي هناك في عام 2006 ومن ثم اخصائي في البحث المنهجي عام 2012.

## أبحاث
فيكرز معروف ببحثه المتعلق بفحوص الكشف المبكر عن سرطان البروستات. وفي عام 2011, قام بنشر دراسة اوجدت ان سرعة المستضد البروستاتي النوعي – وهي التغيير في مستوى الدم الخاص بالمستضد البروستاتي النوعي (PSA)--  لم تكن دليل أكثر دقة على وجود سرطان البروستات من مقارنة مستوى المستضد البروستاتي النوعي بسقف معين. وكان المسؤول عن تصميم الخوارزمية المستخدمة  في فحص ال"4kscore" المستخدم على الرجال الذين لديهم ارتفاع في المستضد البروستاتي النوعي. بمساعدة زميله هانز ليليا، قام فيكرز بنشر سلسلة من الدراسات تقوم بتوضيح ان وجود مستضد بروستاتي نوعي واحد في عمر ما بين ال45 إلى 60 عام هو مؤشر قوي جدا على خطر حدوث الوفاة نتيجة سرطان البروستات. وعرف فيكرز بشكل فردي ببحثه التجريبي في التوقعات البيانية - حيث قام بتطوير الطريقة البيانية المعروفة ب"تحليل منحنى القرار"- وعرف أيضا بالبحث التجريبي المتعلق بأشكال متعددة من الطب البديل، وبالتحديد العلاج بالإبر. وقد كان فيكرز الكاتب الرئيسي لأستعراض تحليلي عام 2012 لتسع وعشرون اختبار للعلاج باستخدام الأبر تم نشره في أرشيفات الطب الداخلي.  و صرح فيكرز لوكالة الأنباء العالمية رويترز أن "هذا الإستعراض التحليلي يوفر أدلة أن "المريضين اللذين يعانو من الآم" لديهم تبريرات لخضوعهم للعلاج بالإبر"." ويقود فيكرز مبادرة "امبليو" لضمان الجودة الجراحية في مركز سلون كترنگ التذكاري وهو أيضا مدير المنشأة الرئيسية للمعلوماتية الصحية   التابعة ل"ويب سيرفي".

## حياته الخاصة
فيكرز عداء محترف ويقوم أيضا بلعب لعبة الطبق الطائر. ولديه ابنة وولدان.